# Kanton Saint-Denis-Sud
Kanton Saint-Denis-Sud is een voormalig kanton van het Franse departement Seine-Saint-Denis. Kanton Saint-Denis-Sud maakte deel uit van het arrondissement Saint-Denis (Seine-Saint-Denis) en telde 31.615 inwoners (1999).
Het werd opgeheven bij decreet van 21 februari 2014 met uitwerking op 22 maart 2015.

## Gemeenten
Het kanton Saint-Denis-Sud omvatte de volgende gemeenten:
- L'Île-Saint-Denis
- Saint-Denis (deels, hoofdplaats)
- Saint-Ouen (deels)